# Перегу Мик (Арад)
Перегу Мик (рум. Peregu Mic) насеље је у Румунији у округу Арад у општини Перегу Маре. Oпштина се налази на надморској висини од 105 m.

## Становништво
Према подацима из 2002. године у насељу је живело 899 становника.

### Попис2002.
| Расподела становништва по националности 2002.‍ | Расподела становништва по националности 2002.‍ | Расподела становништва по националности 2002.‍ | Расподела становништва по националности 2002.‍ | Расподела становништва по националности 2002.‍ |
| --------------------------------------------- | --------------------------------------------- | --------------------------------------------- | --------------------------------------------- | --------------------------------------------- |
|                                               |                                               |                                               |                                               |                                               |
| Румуни                                        | Румуни                                        |                                               | 87                                            | 9,8%                                          |
| Мађари                                        | Мађари                                        |                                               | 800                                           | 89,7%                                         |
| Немци                                         | Немци                                         |                                               | 5                                             | 0,6%                                          |